# Ossa sepia
Ossa sepia (mezzotinta na kamieniu, technika asfaltowa, rysunek negatywowy) – jedna z technik litograficznych.
Twardy kamień litograficzny o drobnym, lecz ostrym groszku, pokrywany jest asfaltem syryjskim rozpuszczonym w olejku terpentynowym. Po wyschnięciu asfaltu wyskrobuje się na nim jasne partie rysunku za pomocą nożyków, skrobaczek, papierów ściernych, a najdelikatniejsze tonowe przejścia uzyskuje się przecierając powierzchnię asfaltu tzw. kością sepii (stąd nazwa techniki – ossa sepia). Następnie kamień poddaje się preparowaniu, po czym można drukować odbitki tak jak w innych technikach litograficznych.